# Paolo Alessandro Maffei
Paolo Alessandro Maffei (Volterra, 11 gennaio 1653 – Roma, 26 luglio 1716) è stato un antiquario e scrittore italiano.

## Biografia
Maffei era figlio di Paolo Maffei e di sua moglie Giovanna di Raffaele, entrambi di famiglie patrizie di Volterra. Era discendente dell'umanista e funzionario papale  Raffaele Maffei, detto "il Volterrano," (1451–1522), autore dei Commentaria urbana (1506), dedicati a Giulio II. 
Ebbe una educazione umanistica e fu attivo a Roma.
Paolo Alessandro fu fatto cavaliere dell'Ordine di Santo Stefano papa e martire, il più importante ordine della Toscana e membro onorario della guardi pontificia.
Scrisse una biografia di papa Pio V, in cui lodò la soppressione fatta dal papa della soppressione degli avvisi diffamatori a stampa nel 1572.
Il nome di Maffei è familiare agli storici dell'arte attuali perché quando l'imprenditore-editore  Domenico De Rossi pubblicò una collezione di incisioni della scultura romana antica e moderna Raccolta di statue antiche e moderne (Roma, 1704),, si rivolse al ben noto antiquario per gli adeguati testi per quello che in effetti fu il primo testo di arte del diciottesimo secolo, le cui raffinate incisioni di artisti francesi erano state disegnate per attrarre i  cognoscenti.
Il contenuto dei sontuosi volumi in folio erano focalizzato su sculture antiche famose, assieme a una manciata di moderne presenti nelle collezioni più importanti e su alcune antichità che erano interessanti per l'amatore illuminato per lo più per il soggetto rappresentato. L'ordinamento delle lastre secondo le collezioni dimostra che le sculture romane più ammirate, oltre alle preminente collezione del Cortile del Belvedere, erano quelle provenienti dalle collezioni di quattro grandi famiglie: Farnese, Medici, Borghese e Ludovici. Come annotano Honour e Penny i risultati degli scavi più recenti non aggiunsero nuovi esempi ai canoni già fissati delle antichità romane.
Seguirono altri tre volumi basati sugli stessi principi, sulle gemme incise, un campo interessante per i collezionisti aristocratici (e diffuso con eccellenti falsi del XVI e XVII secolo) Gemme antiche figurate date in luce da Domenico de' Rossi colle sposizioni di Paolo Alessandro Maffei, (Roma 1707)
Rossi può essere stato ispirato dal contributo di numerose annotazioni di Maffei, sotto il nome di Paolo Antoniano, all'erudito  volume di satire di "Quintus Settanus", pseudonimo del Cardinal Lodovico Sergardi, Satyrae, numero auctae mendes purgatae & singulae locupletiores... (Roma 1700). Le stesse satires di Sergardi sono basate su originali romani.
Sotto lo pseudonimo di Paolo Riccobadi del Bovo pubblicò una difesa del Diario Italico di  Bernard de Montfaucon contro gli attacchi di Francesco Ficoroni.
Un incendio bruciò tutta la sua biblioteca e il suo epistolario con gli altri eruditi europei, tra cui c'era Leibnitz, con il risultato che, come uomo di lettere, è ricordato per lo più per le sue annotazioni a un prodotto commerciale come la Raccolta di Statue.

## Opere
- Satyrae Numero auctae, mendis, purgatae et singulae locupletiores, Roma 1700.
- Raccolta di statue antiche e moderne data in luce ... da Domenico De Rossi, illustrata colle sposizioni a ciascheduna immagine di Paolo Alessandro Maffei, Roma 1704.
- Gemme antiche figurate date in luce da Domenico De Rossi colle sposizioni di Paolo Alessandro Maffei ..., 4 voll., Roma 1707–1709.